# Renegaat
Een renegaat (van het Latijn: re = opnieuw en negare = ontkennen) is een afvallige of geloofsverzaker. Oorspronkelijk werd de term in de middeleeuwen gebruikt voor een christen die overging tot de islam. Bij uitbreiding wordt de term nu ook voor andere religies gebruikt, en voor iemand die zijn afkomst of zijn politieke overtuiging verloochent.

## Spreekwoord
Een renegaat is nog erger dan een Turk: een vroegere vriend is een veel gevaarlijker vijand dan iemand die altijd een vijand is geweest.